# 4394 Fritzheide
4394 Fritzheide este un asteroid din centura principală, descoperit pe 2 martie 1981 de Schelte Bus.